# Premio Stonewall
El Premio literario Stonewall (en inglés:Stonewall Book Award) es un premio literario patrocinado por la comisión LGBT de la Asociación de Bibliotecas de Estados Unidos, que premia anualmente las obras de literatura LGBT.
Hay dos tipos de premio Stonewall: el Premio literario Barbara Gittings, que se otorga a obras de no ficción y el Premio literario Israel Fishman, que se otorga a las obras de ficción. Tales premios se otorga a las obras publicadas en lengua inglesa. El premio es anunciado en enero de cada año y los autores premiados reciben una placa y un premio monetario.

## Historia
El Stonewall Book Award es el primer y más duradero de los premios literarios LGBT, habiendo sido inicialmente atribuido en 1971 con el nombre Gay Book Award. Su designación se fue alterando al largo de los años. El nombre actual deriva de los disturbios de Stonewall de 1969.
- 1971-1986 Gay Book Award
- 1987-1989 Gay and Lesbian Book Award
- 1994-1998 Gay, Lesbian, and Bisexual Book Award
- 1999-2001 Gay, Lesbian, Bisexual, and Transgendered Book Award
- desde 2002 Stonewall Book Award-Barbara Gittings Literature Award y Stonewall Book Award-Israel Fishman Non-Fiction Award.[1]

## Lista de ganadores
Véase: “Anexo:Ganadores del Premio Stonewall”.